# Aethiopistreptus attemsii
Aethiopistreptus attemsii är en mångfotingart som beskrevs av Karl Wilhelm Verhoeff 1938. Aethiopistreptus attemsii ingår i släktet Aethiopistreptus och familjen Spirostreptidae. Inga underarter finns listade i Catalogue of Life.